# Dinastia mermnada
Dinastia Mérmnada é a dinastia que governou o Reino da Lídia a partir de 680 a.C. até à conquista deste reino pelo xá aquemênida Ciro, o Grande. O nome mérmnada talvez seja derivação do emblema do falcão desta dinastia (μέρμνος), segundo Ândron de Halicarnasso .

## Contexto histórico
A melhor fonte para conhecer a história da dinastia Mérmnada é o primeiro livro do Histórias de Heródoto, publicado na década de 30 do século V a.C.  Sem dúvida que deve referenciar-se que Heródoto não se concentra explicitamente na história do Reino da Lídia, mas na relação entre os reis lídios e as cidades gregas da costa oeste da Ásia Menor.
A Lídia durante os reinados dos cinco reis da dinastia mérmnada, controlou algumas cidades gregas e de outras nações da Ásia Menor, tal como relata Heródoto. Todas as nações aquém do rio Hális (atualmente Kizil-Irmak), foram conquistadas por Creso e submetidos ao seu governo à excepção dos cilícios e dos lícios. O império lídio abarcava os territórios dos lídios, dos frígios, mísios, mariandinos, cálibes, paflagônios, trácios, tinos e bitínios; e também dos cários, jônios, dórios, eólios e panfílios. Como a corte de Sardes depois destas conquistas se encontrava cheia de riqueza, opulência e esplendor, todos os homens sábios que na altura viviam na Grécia empreendiam viagens para conhecer o império.
Uma das fontes do poder do Dinastia Mermnada, era o pó de ouro que se encontrava no rio Pactolo e que os reis utilizavam para cunhar moedas, que são, na realidade, um dos seus maiores legados. O último rei da dinastia, Creso, foi derrotado em 547 a.C. perto da sua capital pelo rei persa Ciro, o Grande, e provavelmente executado (algumas fontes dizem que Ciro o terá deixado com vida que lhe permitiu viver na corte persa.).
Ciro anexou a Lídia aos seus domínios, mas a bela Sardes continuou sendo um dos centros um dos centros culturais do mundo mediterrânico.

## Lista dos reis da dinastia Mermnada
- Giges da Lídia (680 a.C. - 644 a.C.)
- Ardis (644 a.C. - 625 a.C.)
- Sadiates II (625 a.C. - 600 a.C.)
- Alíates (600 a.C. - 560 a.C.)
- Creso (560 a.C. - 547 a.C.)